# Haide Tenner
Haide Tenner (* 19. Oktober 1947 in Wien) ist eine Musikjournalistin, Musikmanagerin und langjährige Mitarbeiterin des ORF.

## Karriere
Haide Tenner ist die Tochter des Dirigenten Kurt Tenner. Sie studierte Musikwissenschaft, Theaterwissenschaft und Kunstgeschichte, wurde 1971 promoviert und absolvierte außerdem ein Klavier- und Gesangsstudium. Ab 1972 war sie beim ORF in Hörfunk und Fernsehen tätig, u. a. als Hauptabteilungsleiterin der Filmabteilung, später als Hauptabteilungsleiterin der TV-Kultur, als Musikchefin in Ö1 und als Leiterin des Radio Symphonie-Orchesters Wien. In diesen Funktionen gestaltete sie auch Dokumentationen sowie jahrelange Sendereihen wie „Nahaufnahme“ (1983 bis 1994) und „Eintritt frei“ für das Fernsehen oder den „Klassiktreffpunkt“ für den Hörfunksender Ö 1. Außerdem hatte sie einen Lehrauftrag am Institut für Musikwissenschaft an der Universität Wien.
Nach ihrer Tätigkeit im ORF war sie Vorsitzende des Universitätsrates der Universität für Musik und darstellende Kunst Wien und Präsidentin der Wiener Meisterkurse. Neben Konzerteinführungen und Vorträgen ist Haide Tenner seit vielen Jahren Buchautorin zu den Themen Musik und Theater.